# Les Cowboys Fringants
Les Cowboys Fringants sind eine Québecer Band, die seit den 2000ern international in den französischsprachigen Ländern erfolgreich ist. Ihre Musik ist eine Mischung aus alternativem Rock und Folk. Zudem sprechen sie häufig sozialkritische und nationalistisch-patriotische Themen an.

## Geschichte
Karl Tremblay und Jean-François Pauzé lernten sich ursprünglich 1994 beim Eishockey kennen und nahmen zwei Jahre später bereits unter dem späteren Bandnamen an einem kleinen Wettbewerb teil. Die anderen Mitglieder stießen kurz darauf dazu. Von ihrem ersten Album 12 Grandes Chansons wurden 500 Kassetten verkauft. Auch die folgenden Alben wurden noch selbst produziert und verkauft. Erst ab 1999 erlangten sie durch einige Auftritte in Montréal eine gewisse Bekanntheit. 2002 schafften sie mit Break Syndical schließlich den Durchbruch. Die anschließende Tournee war ein Erfolg und die Band wurde jetzt auch von Mainstream-Radiostationen gespielt. 2004 gaben sie ihr erstes Konzert in Paris und wurden auch in französischsprachigen Gebieten außerhalb Kanadas bekannt. 2007 verließ jedoch Lebeau die Band für die Öffentlichkeit überraschend und nannte als Ursache Uneinigkeiten mit den anderen Mitgliedern.
Karl Tremblay starb am 15. November 2023 im Alter von 47 Jahren an den Folgen von Prostatakrebs.

## Engagement
Die Band bezeichnet ihre Musik selbst als „alternativen Québecer Rock“. Entsprechend häufig sind historische, politische und sprachliche Bezüge zum Québec. In zahlreichen Liedern sprechen sie sich für die Unabhängigkeit ihrer Heimat aus. Auch ihr Instrumentenrepertoire weist auf ihr Engagement für die Wiederbelebung der traditionellen Folklore hin.
Die Cowboys Fringants geben sich oft gesellschafts- und globalisierungskritisch, wobei sie politisch linke Positionen einnehmen. Allerdings spotten sie gelegentlich auch ironisch über die linke Protestkultur.
Zudem engagiert sich die Band für den Umweltschutz. Um den CO2-Ausstoß während ihrer Tournee 2008 auszugleichen, wurden 35.000 Bäume gepflanzt.

## Diskografie
| Jahr | Titel                         | Höchstplatzierung, Gesamtwochen, AuszeichnungChartplatzierungen (Jahr, Titel, Platzierungen, Wochen, Auszeichnungen, Anmerkungen) | Höchstplatzierung, Gesamtwochen, AuszeichnungChartplatzierungen (Jahr, Titel, Platzierungen, Wochen, Auszeichnungen, Anmerkungen) | Höchstplatzierung, Gesamtwochen, AuszeichnungChartplatzierungen (Jahr, Titel, Platzierungen, Wochen, Auszeichnungen, Anmerkungen) | Höchstplatzierung, Gesamtwochen, AuszeichnungChartplatzierungen (Jahr, Titel, Platzierungen, Wochen, Auszeichnungen, Anmerkungen) | Anmerkungen                                    |
| Jahr | Titel                         | CH | BEW | FR | CA | Anmerkungen                                    |
| ---- | ----------------------------- | --- | --- | --- | --- | ---------------------------------------------- |
| 2004 | La Grand-messe                | — | — | FR122 (13 Wo.)FR | CA5 (1 Wo.)CA | Erstveröffentlichung: 23. November 2004        |
| 2008 | L’expédition                  | CH79 (2 Wo.)CH | BEW67 (1 Wo.)BEW | FR32 (18 Wo.)FR | CA2 (6 Wo.)CA | Erstveröffentlichung: September 2008           |
| 2008 | Sur un air de déjà vu         | — | — | FR86 (3 Wo.)FR | CA8 (3 Wo.)CA | Erstveröffentlichung: 14. Oktober 2008         |
| 2010 | En concert au Zénith de Paris | — | — | FR66 (5 Wo.)FR | — | Erstveröffentlichung: 12. April 2010 Livealbum |
| 2011 | Que du vent                   | CH58 (2 Wo.)CH | BEW46 (7 Wo.)BEW | FR60 (5 Wo.)FR | CA5 (1 Wo.)CA | Erstveröffentlichung: 14. November 2011        |
| 2015 | Octobre                       | CH20 (1 Wo.)CH | BEW35 (6 Wo.)BEW | FR107 (4 Wo.)FR | CA5 Gold · (10 Wo.)CA | Erstveröffentlichung: 23. Oktober 2015         |
| 2019 | Les antipodes                 | CH26 (2 Wo.)CH | BEW75 (2 Wo.)BEW | FR141 (1 Wo.)FR | CA3 (17 Wo.)CA | Erstveröffentlichung: 4. Oktober 2019          |
| 2021 | Les nuits de Repentigny       | — | — | — | CA3 (5 Wo.)CA | Erstveröffentlichung: 12. März 2021            |
| 2024 | Pub Royal                     | CH52 (3 Wo.)CH | BEW56 (1 Wo.)BEW | FR168 (1 Wo.)FR | — | Erstveröffentlichung: 26. April 2024           |

Weitere Alben
- 1997: 12 Grandes chansons
- 1998: Sur mon canapé
- 2000: Motel Capri
- 2001: Enfin réunis (12 grandes chansons und Sur mon canapé)
- 2002: Break Syndical (CA: Gold)
- 2002: Heures supplémentaires
- 2003: Attache ta tuque
- 2007: Les Cowboys Fringants au Grand Théâtre de Québec
- 2007: Les insuccès en spectacle

## Auszeichnungen
- 2002: Prix Félix für das alternative Album des Jahres für Break syndical
- 2003: Prix Félix für die beste Band des Jahres
- 2003: Prix Félix für das alternative Album des Jahres für Attache ta tuque
- 2003: Prix Félix du spectacle auteur-compositeur-interprète
- 2004: Prix Félix für die beste Band des Jahres
- 2005: Prix Félix de la chanson populaire de l’année für Les Étoiles filantes
- 2005: Prix Félix für das alternative Album des Jahres für La Grand-messe
- 2006: Prix Félix für das Video von Plus rien
- 2008: Prix Félix für das Folk-Album des Jahres für Au Grand Théâtre de Québec